# 더 글로리
진짜처럼 보이기 위해서 진짜 가해자 감독으로 연출한《더 글로리》 (영어: The Glory)는 넷플릭스에서 2022년 12월 30일부터 방영된 대한민국의 드라마로 학교폭력에 대한 복수를 다룬 복수극, 범죄극, 스릴러물이다. 송혜교, 이도현, 임지연, 염혜란, 박성훈, 정성일이 앙상블 캐스팅을 마무리한다. 1부는 2022년 12월 30일 넷플릭스에서 공개됐고,2부는 2023년 3월 10일 공개됐다.

## 기획 의도
유년 시절 학교 폭력으로 영혼까지 부서진 한 여자가 온 생을 걸어 치밀하게 준비한 처절한 복수와 그 소용돌이에 빠져드는 이들의 이야기를 그렸다.

## 제작진

### 제작
- 넷플릭스

### 제작사
- 화앤담픽쳐스(스튜디오드래곤 자회사)
- 스튜디오드래곤

### 연출
- 안길호: ( SBS 드라마스페셜 《옥탑방 왕세자》(공동연출), SBS 주말극장 《원더풀 마마》(기획), SBS드라마플러스 월화드라마 《여자만화 구두》(공동연출), SBS 저녁 일일연속극 《사랑만 할래》(연출), 네이버TV 웹드라마 《당신을 주문합니다》(연출), SBS 월화드라마 《미세스 캅 시즌 1》(공동연출), SBS 아침 일일연속극 《내 사위의 여자》(연출), tvN 토일 특별기획드라마 《비밀의 숲 시즌 1》(연출), tvN 토일 특별기획드라마 《알함브라 궁전의 추억》(연출), tvN 월화 미니시리즈 《청춘기록》(연출), OCN 토일 드라마 《왓쳐》(연출), tvN 금토 미니시리즈 《해피니스》(연출) 등 연출 )[7]

### 극본
- 김은숙

## 등장 인물

### 주연
- 문동은 역의 송혜교 [1]

- 정지소 어린 문동은 역 [6]세명초등학교 1-2반 담임선생님. 고등학교 시절, 그녀는 연진과 그녀의 그룹에 의해 지속적인 괴롭힘과 신체적 학대의 대상이었다. 그녀는 결국 학교를 그만두고 나서 연진의 그룹에 대한 복수의 정교한 계획을 시작했다.

- 주여정 역 이도현 [1] 어머니가 원장으로 있는 서울주종합병원에서 근무했던 성형외과 의사. 그는 동은이에게 바둑을 가르친다.

- 박연진 역의 임지연[7]

- 신예은 어린 박연진 역 [8]텔레비전 방송국의 기상 캐스터. 그녀는 고등학교 시절 동은이를 괴롭히고 신체적으로 학대하는 비행 청소년 그룹을 이끌었다.

- 강현남 역 염혜란 [7]

세명재단 이사장 자택에서 일하던 가정부. 그녀는 딸과 함께 남편에 의해 자행된 가정 폭력으로 고통받고 있다. 그녀는 남편을 죽이는 대가로 그녀의 사기꾼이 되어 동은의 복수를 돕는다.
- 전재준 역의 박성훈[9]

- 송병근 어린 전재준 역 [10]

컨트리 클럽의 색맹 후계자. 그는 동은이를 끊임없이 학대하는 그룹의 일원이었다.
- 하도영 역의 정성일[7]

연진의 남편이자 재평건설 대표이다. 그는 오랫동안 계획된 동은의 덫에 걸려 가족의 행복을 위협하는 판도라의 상자와 마주치게 된다.

### 조연

#### 성한고등학교 (2004-2006)
- 최혜정 역 차주영 [11]

- 송지우 어린 최혜정 역 [10]

부모가 셀프 세탁소 주인인 승무원. 그녀는 명문 출신이 부족해 그룹 내에서 가장 낮은 손명오와 비슷한 레벨, 끊임없이 동은을 학대하는 그룹의 일원이었다.
- 이사라 역의 김히어라 [12]

- 어린 이사라 역 배강희 [10]

그녀의 부유한 목사 아버지가 이끄는 교회의 성가대 단원. 자라면서, 그녀는 심각한 마약 중독에 빠졌고 유명한 추상 화가로서의 경력을 가지고 있다. 그녀는 지속적으로 동은을 학대하는 그룹의 일원이었다.
- 손명오 역의 김건우 [13]

- 어린 손명오 서우혁 [10]

그는 동은이를 끊임없이 학대하는 그룹의 일원이었다. 경제적 특권에 의해 제공되는 연결고리나 교육 없이 자란 그는 재준의 심부름꾼과 사라의 마약상으로 일한다.
- 윤소희 역의 이소이 [14]

동은이 이전에 연진이 속한 그룹으로부터 지속적인 괴롭힘과 학대의 대상이었던 성한고 학생. 다른 학교로 전학 이후에 거리에서 마주침으로 다시 학대당하고 결국 살해당함
- 안정미 역 전수아 [15]

성한고등학교 양호선생. 그녀는 학교에서 동은을 위하는 유일한 인물이었다. 다만 큰 도움은 없고 치료하고 안타까워하는 정도
- 김종문 역 박윤희 [16]

동은의 전 성한고등학교 담임 선생님. 그는 연진의 그룹에 편애를 보였고 그들의 부모로부터 뇌물을 받고 동은을 학대했다.
- 김경란 역의 안소요 [17]

- 김경란 아역의 이서영

재준이 운영하는 부티크의 점원. 고등학교 시절 동안, 그녀는 동은이 학교를 그만둔 후 연진이 속한 그룹에 의해 지속적인 괴롭힘의 대상이 되었다.

#### 주변 인박연진 물
- 하예솔 역 오지율 [18]

연진과 도영의 딸 친부는 재준. 그녀는 색맹이다. 그녀는 세명초등학교 1-2반에 다닌다.
- 홍영애 역의 윤다경[19]

무당을 맹신하며 무당과 공모하여 성매매를 알선하는 연진의 어머니.
- 신영준 역의 이해영 [17]

영애의 중학교 동창으로 경찰청 차장. 그와 그의 부하들은 연진의 범죄를 은폐하고 사건을 조작함.

#### 문동은 주변 사람들
- 박지아, 정미희 역 [20]

이발소에서 일하던 동은의 엄마. 그녀는 뇌물을 받고 딸을 버렸다. 알코올 의존성이 심하다.
- 강선생 역의 윤성원

세명초등학교 교사 자신이 하지 못했고 자신을 대신해서 추정호의 실체를 밝혀주길 바라는 소심한 교사
- 추정호 역의 허동원 [21]

세명초등학교 교사 - 아동성애자로 여자아이들의 속옷 사진을 찍는 변태교사
- 김수한 역의 강길우 [16]

종문의 아들이기도 한 동은의 선배.
- 할머니 역의 손숙[17]

동은이 살던 세명 에덴빌라의 한 부동산 사무실 매니저 겸 소유주.
- 구성희 역의 손나영

동은과 같은 공장에서 일했던 여행사 직원.

#### 강현남 주변 인물
- 이선아 역의 최수인 [22]

현남의 딸은 어머니를 따라 아버지의 신체적 학대에 시달린다.
- 이석재 역 류성현 [23]

딸과 아내를 학대한 현남 남편. 도박과 알콜중독자

#### 주여정 주변 사람들
- 박상임 역 김정영 [24]

현재 서울주종합병원 원장이기도 한 여정의 어머니.
- 김종헌 역 조민욱 [25]

여정의 선배.
- 주성학 역의 최광일

여정의 아버지, 그리고 서울 주 종합병원의 원장이었다. 그는 영천에 의해 살해되었다.

#### 그 외 인물
- 이병준 이길성 역 [26]

목사이자 사라의 아버지.
- 최동규 역의 손강국 [27]

서울 종로경찰서 형사
- 노경 (2부) [28]

- 도영의 모친 역의 오민애 [29]

- 김선화 이사라 모친 역 [30]

- 신영준의 하수인 전진오 [31]

- 도영 모의 친구 정아미

#### 특별출연
- 라디오 진행자 황광희 [32]

- 강영천 역의 이무생 [33]

여정의 아버지를 살해한 환자.
- 태욱 역의 이중옥[34]

- 김승화 혜정의 후배 역 [35]

## 수상
- 2023년 제59회 백상예술대상 TV 드라마부문 작품상 (더 글로리 파트1)
- 2023년 제59회 백상예술대상 TV부문 여자조연상 (임지연)
- 2023년 제59회 백상예술대상 TV부문 여자 최우수연기상 (송혜교)
- 2023년 제2회 청룡 시리즈 어워즈 드라마 부문 여우조연상 (임지연)
- 2023년 제2회 청룡 시리즈 어워즈 대상 (송혜교)
- 2023년 제18회 서울 드라마 어워즈 한류드라마 부문 작품상 (더 글로리 파트1)
- 2023년 제36회 한국방송작가상 드라마 작가상 (김은숙)

## 참고 사항
- 임지연과 허동원은 2021년에 개봉한 영화 《유체이탈자》 이후로 1년만에 재회하는 작품이다.
- 그 동안 국산 제목이었던 한국방송작가상 드라마 부문(7회부터 시행)의 역대 1호 외국어 제목 드라마[8] 수상작이었다.